# Ystad-klass
Ystad-klass var en fartygsklass i svenska marinen. Klassen bestod av robotbåtarna HMS Norrköping (R131), HMS Nynäshamn (R132), Piteå (R138), HMS Luleå (R139), HMS Halmstad (R140) och HMS Ystad (R142). Dessa byggdes ursprungligen 1973–1976 som torpedbåtar i Norrköping-klassen. År 1981–1983 byggdes de om till robotbåtar av samma klass. Dessa robotbåtar användes under fredstid för att utbilda värnpliktiga inom marinen.
Det genomfördes år 1995–2000 en livstidsförlängning av robotbåtarna; HMS Norrköping,
HMS Nynäshamn, HMS Piteå, HMS Luleå, HMS Halmstad och HMS Ystad som omfattade uppgradering och ombyggnad av bland annat stridsledningscentralen samt skeppstekniska modifieringar. Fartygen skulle vara operativa till minst 2012. Efter denna ombyggnad döpte man om klassen till robotbåt av Ystadklass efter det först modifierade fartyget i serien.
Efter försvarsbeslutet 2000 bestämdes att även dessa fartyg skulle tas ur organisationen. Den 8 juli 2005 kördes den sista turen som örlogsfartyg. I dag förvaltar en förening R142 Ystad. Denna klassen efterträddes av Visby-klassen 